# Птероторакс
Птероторакс (pterothorax) — понятие, объединяющее средний и задний сегмент груди насекомых. Это понятие функциональное, а не анатомическое, поэтому каких-то деталей строения, которые бы радикально отличали его от переднегруди, не существует. Тем не менее, он обладает рядом важных структурных особенностей.
Грудь насекомых состоит из трех кольцевидных частей, при этом к каждой из них в нижней части прикрепляется по паре ног. Второй и третий членики (среднегрудь и заднегрудь) также несут на себе по два крыла. По этой причине средний и задний грудные сегменты условно объединили в общий отдел — птероторакс, что в смысловом переводе с греческого языка означает «часть груди, отвечающая за полет».
Выделение птероторакса в отдельную область связано с наличием у насекомых способности летать — мощного эволюционного фактора, которое подняло их на более высокую ступень развития, позволило им расселиться по большой территории и обеспечило неизменное процветание множеству их биологических видов
Как и переднегрудь, сегменты птероторакса имеют в своем составе по два полукольца (верхнее — тергит, нижнее — стернит), соединенных между собой боковыми пластинками (плейритами). Между среднегрудью и заднегрудью находится прочный или подвижный поперечный шов. У большинства насекомых он заметен достаточно отчетливо, так как представлен в виде углубленной борозды.
Эволюционисты считают, что глубокий шов между сегментами груди связан с тем, что на протяжении эволюции, с появлением крыльев, насекомым потребовалась более мощная мускулатура для передвижения. В результате этого средний и задний отделы у летающих видов увеличились в объеме, а место их соединения осталось в прежнем виде.
Классическую форму и величину птероторакса имеют стрекозы, которые практически все время находятся в полете. Эти насекомые вообще лишены способности ходить — утомившись, они на время присаживаются, а затем снова взлетают. У всех летающих насекомых птероторакс представляет собой прочный хитинизированный корпус, укрепленный как изнутри, так и снаружи, и имеющий обтекаемую форму. Боковые пластинки, которые со стороны выглядят как небольшой шов, внутри имеют вид выпуклого гребня, который служит дополнительной «площадкой» для прикрепления мышц.
Если рассматривать значение птероторакса в контексте способности к полету, то главная его функция — локомоторная. С наружной стороны он несет крылья, позволяющие насекомым подняться в воздух, а с внутренней к нему прикрепляются мощные мышцы, благодаря которым это и происходит.